# Hyperolius thomensis
Hyperolius thomensis – endemiczny gatunek płaza bezogonowego z rodziny sitówkowatych (Hyperoliidae), występujący na Wyspie Św. Tomasza. Największy przedstawiciel rodzaju Hyperolius.

## Opis
Jest to duży gatunek płaza – długość ciała samców od ujścia kloaki do czubka pyska wynosi 3,6–4,1 cm, a samic 3,6–4,9 cm, co czyni go największym gatunkiem rodzaju Hyperolius – jest to przykład gigantyzmu wyspowego (ang. island gigantism), kiedy to gatunki wyspiarskie osiągają większe rozmiary niż spokrewnione taksony na kontynencie. Ciało jest dość smukłe, a głowa szersza niż dłuższa. Pysk krótki, tępo zaokrąglony. Błona bębenkowa słabo zaznaczona i okrągła. Źrenica pozioma, tęczówka złota. Brak modzeli godowych. Skóra na grzbiecie i brzuchu chropowata, a na klatce piersiowej i spodniej części kończyn gładka. Brak fałdów grzbietowo-bocznych. Grzbiet jednolicie brązowy, zielony lub zielononiebieski. Brzuch pomarańczowy z dużymi czarnymi plamkami. Palce u stop i dłoni pomarańczowe.

## Zasięg i siedlisko
Endemit, występuje wyłącznie na Wyspie Św. Tomasza – jednej z wysp Wysp Świętego Tomasza i Książęcej. Zasiedla lasy pierwotne, zazwyczaj na wysokościach bezwzględnych powyżej 800 m n.p.m. Zasięg występowania wynosi 642 km². Spotykany zazwyczaj na liściach i gałęziach od jednego do ponad pięciu metrów nad ziemią. Na granicach lasów pierwotnych i wtórnych obserwuje się mieszańce H. thomensis i H. molleri.

## Rozmnażanie i rozwój
Nawoływanie samców osiąga częstotliwość 2338–2654 Hz. Do rozrodu dochodzi zazwyczaj w niewielkich zbiorniczkach wodnych w wywrotach, a także w zagłębieniach w drzewach. Jednorazowo składanych jest 20–40 jaj o średnicy 2–2,5 mm, z których wykluwają się kijanki.

## Status
Gatunek zagrożony (EN) w związku z niewielkim i poszatkowanym zasięgiem, a także degradacją środowiska naturalnego. Odławiany jest czasami i przetrzymywany jako zwierzę domowe.